# Castor d'Alexandrie
Pour les articles homonymes, voir Castor.
 (octobre 2019).
Si vous disposez d'ouvrages ou d'articles de référence ou si vous connaissez des sites web de qualité traitant du thème abordé ici, merci de compléter l'article en donnant les références utiles à sa vérifiabilité et en les liant à la section « Notes et références ».
Castor d'Alexandrie (IIIe siècle) est un martyr et saint catholique et orthodoxe. Il est fêté le 18 septembre.